# Astrobrachion adhaerens
Astrobrachion adhaerens är en ormstjärneart som först beskrevs av Studer 1884.  Astrobrachion adhaerens ingår i släktet Astrobrachion och familjen Asteroschematidae. Inga underarter finns listade i Catalogue of Life.